# Ursinia nudicaulis
Ursinia nudicaulis là một loài thực vật có hoa trong họ Cúc. Loài này được (Thunb.) N.E.Br. miêu tả khoa học đầu tiên.